# Khengarji III
Khengarji III (Bhuj, 23 agosto 1866 – Bhuj, 15 gennaio 1942) fu maharao di Cutch dal 1875 al 1942.
È ancora oggi ricordato nel mondo per i suoi particolari rapporti di amicizia con gli inglesi all'interno dell'India britannica, fatto che portò a notorietà la sua figura, ricordata anche per essere entrato con 66 anni di regno nel novero dei governanti più longevi del mondo.

## Biografia

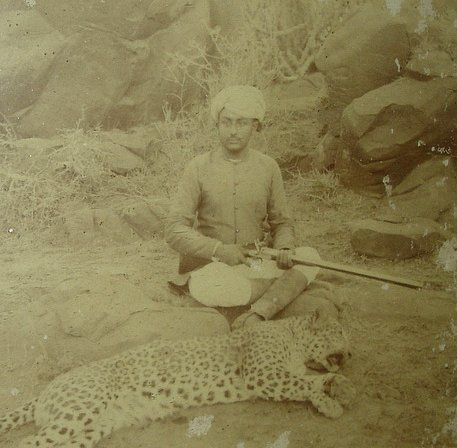
Una rara fotografia del giovane re Khengarji III con un trofeo di caccia

Ascese al trono nel 1875 dopo la morte di suo padre maharao shri Pragmalji II il 19 dicembre 1875, venendo incoronato ufficialmente il 3 gennaio 1876 e regnando dapprima sotto un consiglio di reggenza sino al raggiungimento della maggiore età, l'11 agosto 1884, ottenendo l'investitura dei pieni poteri regali il 14 novembre di quello stesso anno. Nel 1892, durante il suo regno, ottenne l'elevazione del rango del suo regno presso le autorità britanniche che gli tributarono un saluto di 17 salve di cannone.
Durante i suoi sessantasei anni di regno, egli modernizzò il suo Stato e lo traghettò nel XX secolo. Godette di grande stima presso gli inglesi, a tal punto che durante l'ultima parte del regno della Regina Vittoria venne nominato suo aiutante di campo, fatto che scatenò anche una certa gelosia tra molti alti ufficiali del governo inglese dell'India. Si recò spesso in viaggio in Europa e fu noto per le sue relazioni con molti membri delle casate regnanti del mondo. Khengarji III fu inoltre uno dei pochissimi monarchi indiani a prendere parte a tutti i tre Delhi Durbar della storia indiana – nel 1877, nel 1903 e nel 1911. Nel 1921 ottenne dal governo inglese il permesso di rappresentare l'India intera alla Lega delle Nazioni durante la Convenzione di Ginevra e presenziò anche alla Imperial Conference di Londra in quello stesso anno. Nel 1921 venne nominato anche vicepresidente della British Empire League. Ottenne la cittadinanza onoraria delle città di Londra e Bath. Morì nel 1942 e venne succeduto da suo figlio Vijayaraji.

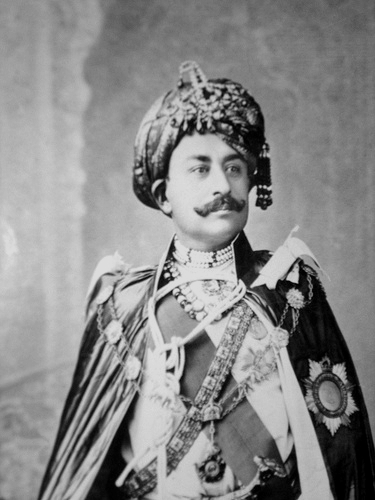
Khengarji III in una fotografia con gli abiti ufficiali dell'Ordine della Stella d'India.

Tra le conquiste di maggior rilievo avvenute sotto il suo regno ricordiamo:
1. Diede gli ultimi ritocchi al Prag Mahal nel 1878–79, il palazzo iniziato da suo padre Pragmalji nel 1865–66.
2. Fondò il Fergusson Museum, oggi conosciuto col nome di Kutch Museum, che venne da lui fondato nel 1877 per ospitare i numerosi regali di nozze ricevuti. È il più antico museo del Gujarat.[3]
3. Fu uno dei primi indiani ad essere ammesso come membro della Bombay Natural History Society.[4]
4. Promosse la costruzione della Cutch State Railway, il primo sistema ferroviario di stato che collegava il porto di Tuna con Anjar già dal 1900–01. La linea venne estesa sino a Bhuj da Anjar nel 1908 e poi verso Bhimasar, Bhachau e Kandla.[5][6]
5. Ordinò il restauro del tempio di Suralbhit Jadeshwar presso Bhuj nel 1914.[7]
6. Costruì il Vijay Vilas Palace per suo figlio Yuvraj Vijayaraji a Mandvi nel 1920, completato nel 1929.
7. Costruì il Castello di Cutch presso l'Opera House di Bombay negli anni venti del Novecent sotto la supervisione di Rai Bahadur Jagmal Raja Chauhan di Nagor.[8][9]
8. Introdusse nel Kutch l'elettricità, le automobili e l'aviazione, ma preferì mantenere il suo appartamento personale al palazzo di Pragmahal non elettrificato.
9. Nel 1930 personalmente identificò e prescelse la location per il nuovo porto di Kandla.[10][11] The Cutch State Railway lines were extended from Anjar to Kandla.[6][12]
10. Aprì e fondò diverse scuole di stato ed istituti per l'educazione, come la Sanskrit Pathshala, Alfred High School, la biblioteca di stato di Kutch.[13]
11. Costruì gli ospedali di Bhuj e Mandvi.
12. Commissionò nel 1940 a Darya Mahal, la sua residenza monumentale a Napsean Sea Road a Mumbai.[14][15]
13. Costruì il Khengar Sagar dam a Chhasra sul fiume Bhukhi nel 1937[16][17]
14. Mantenne sempre bassa l'inflazione dello Stato.
15. Ebbe rapporti e contatti con Swami Vivekanand, Mahatma Gandhi, Dadabhoy Naoroji.
16. Fu uno dei migliori cecchini del suo tempo.

## Onorificenze

### Cittadinanze onorarie
- Cittadino onorario di Londra
- Cittadino onorario di Bath